# Pietraszyn
Pietraszyn (dodatkowa nazwa w j. niem. Klein Peterwitz, cz. Petřatin) – wieś w Polsce położona w województwie śląskim, w powiecie raciborskim, w gminie Krzanowice. Liczy około 350 mieszkańców. Historycznie leży na Górnym Śląsku, w tzw. polskich Morawach, czyli na obszarze dawnej diecezji ołomunieckiej.

## Historia
Nie zachowały się żadne informacje o historii wsi w średniowieczu. Od 1652 do 1925 wieś należała do niemieckojęzycznej parafii w Sudicach. Po wojnach śląskich miejscowość znalazła się w granicach Prus. Od 1818 w powiecie raciborskim. Według spisu z 1910 była zamieszkała w 96% przez czeskojęzycznych (zobacz gwary laskie) Morawców.
W granicach Polski od końca II wojny światowej. W latach 1975–1998 miejscowość administracyjnie należała do województwa katowickiego.

## Zabytki
Według Narodowego Instytutu Dziedzictwa, w miejscowości znajduje się obiekt zabytkowy:
- kaplica dziękczynna pw. św. Barbary, ul. Trulleya, 1884–1886, nr rej.: A/239/09 z 15.05.2009